# Atlantische Hurrikansaisons 1810–1819
Das Jahrzehnt der 1810er stellte die Hurrikansaisons 1810–1819 dar. Während nicht für jeden aufgetretenen Sturm Daten verfügbar sind, waren einige Abschnitte der Küstenlinie bevölkert genug, um das Auftreten von Hurrikanen aufzuzeichnen. Jede Saison war ein andauerndes Ereignis im jährlichen Zyklus der Bildung von tropischen Wirbelstürmen im atlantischen Becken. Die meisten Bildungen von tropischen Wirbelstürme ereignen sich zwischen dem 1. Juni und dem 30. November.

## Liste der aufgezeichneten Wirbelstürme
| Jahr | Datum                       | Ort                                            | Todesfälle    | Schaden/Bemerkungen |
| ---- | --------------------------- | ---------------------------------------------- | ------------- | --- |
| 1810 | 30./31. Juli                | Jamaika                                        |               | Ein tropischer Sturm hatte Auswirkungen auf die Insel. |
| 1810 | 12./15. August              | Trinidad und Jamaika                           |               | Ein Hurrikan traf Trinidad und verursachte schwere Schäden. Das System zog offenbar in Richtung Jamaika, wo am 15. August Sturm herrschte. |
| 1810 | 11. September               | South Carolina                                 |               | Ein tropischer Sturm traf bei Charleston, South Carolina auf die Küste und verursachte geringen Schaden. |
| 1810 | 28. September               | Kuba                                           |               | |
| 1810 | 24. und 25. Oktober         | Kuba                                           |               | Bei dem als „Salty Storm“ (dt.: salziger Sturm) bekannt gewordenen Sturm fällt der Luftdruck in Havanna auf 29,35 Zoll Quecksilber (994 hPa). |
| 1811 | 10. September               | South Carolina                                 | viele Tote    | Ein leichter Hurrikan traf auf Kuba und setzte seinen Weg in Richtung Charleston, South Carolina fort. Die Stadt wurde am 10. September getroffen. Der Hurrikan verursachte Tornados und führte auf seinem Weg durch den Bundesstaat zu Schäden an der Ernte. |
| 1811 | 4. Oktober                  | Florida                                        | mindestens 35 | Ein schwerer Hurrikan traf bei St. Augustine auf die Küste und zerstörte zahlreiche Häuser. 35 Menschen ertranken beim Sinken eines Kanonenbootes. |
| 1811 | 11. Oktober                 | heutiges Florida und Alabama                   |               | Ein Hurrikan traf auf Pensacola und Fort Stoddert im Mississippi-Territorium. |
| 1811 | 20. bis 25. Juli            | westliche Karibik                              |               | Ein Hurrikan wanderte westlich von Jamaika in Richtung Kuba. Ein spanisches Schiff ging am 26. Juli bei Elliot Key durch einen Hurrikan verloren. |
| 1812 | 23. Juli                    | Puerto Rico                                    |               | Ein tropischer Wirbelsturm trifft die Insel. |
| 1812 | 19. August                  | Louisiana                                      | 100           | Ein schwerer Hurrikan traf den Südosten Louisianas, nachdem er zuvor über die karibischen Inseln gefegt war. Er zog direkt westlich an New Orleans vorbei und zerstörte fast den gesamten Nordteil der Stadt. Der Hurrikan verursachte ernste Überflutungen, zerstörte 53 Schiffe. Er führt zu einem Sachschaden von sechs Mio. US-Dollar (1812; in heutigen Preisen: 146.059.000). Die britische Flotte im Britisch-Amerikanischen Krieg wurde behindert. |
| 1812 | 21. August                  | Puerto Rico                                    |               | Für diesen Tag gibt es Aufzeichnungen eines anderen Hurrikanes, der auf Puerto Rico traf. |
| 1812 | 12.–14. Oktober             | Jamaika                                        |               | Gegen Ende der Hurrikansaison traf ein Hurrikan auf Jamaika und zog die Insel bis zum 14. Oktober in Mitleidenschaft. Er zog nordwestwärts weiter und traf am 14. Oktober auch auf Kuba. Der Wirbelsturm zerstörte 500 Häuser und viele Schiffe. |
| 1813 | 22./23. Juli                | Antillenbogen                                  | 18            | Nachdem der Hurrikan am 22. Juli auf Barbados getroffen war, traf er einen Tag später auf Puerto Rico und hinterließ auf seinem Weg weitere Opfer und Schäden. Wahrscheinlich zog derselbe Sturm am 26. Juli als schwerer Hurrikan über die Bahamas und kurvte am 29. Juli westlich an Bermuda vorbei. |
| 1813 | 29. Juli/3. August          | Karibik                                        | „viele“       | Der Sturm zog zunächst über die Leeward Islands, traf dann auf Jamaika, bevor er nach Westen abzog und am 3. August nach Britisch-Honduras zog. |
| 1813 | 3.–7. August                | Bermuda                                        |               | Ein tropischer Wirbelsturm passierte die Insel, wobei die schlimmsten Bedingungen am 4. und 5. August herrschten. Die „gewaltige Brise“ trieb 30 Schiffe auf das Ufer, was später zum Bau von Wellenbrechern führte, um eine Wiederholung zu verhindern. Die höchsten Windgeschwindigkeiten beim Durchzug des Sturmes wurden auf 140 km/h geschätzt. Der Sturm war einer der kraftvollsten, der zwischen 1793 und der Gegenwart die Insel getroffen hat. |
| 1813 | 25./28. August              | Martinique, Dominica und Jamaika               | 3000          | Ein kraftvoller Hurrikan traf am 25. August auf Martinique und Dominica und führt zu 3000 Toten. Der Sturm zog dann am 28. August südlich an Jamaika vorbei und brachte dorthin kräftigen Wind. |
| 1813 | 24.–29. August              | Turks- und Caicosinseln, US-Ostküste           | zahlreiche    | Der Sturm hatte zunächst Auswirkungen auf die Turks- und Caicosinselnm, bevor am 27. August bei Charleston, South Carolina auf die Küste traf ein und zu zahlreichen Todesfällen durch Ertrinken führte. Bis zum 29. August zog der Sturm durch die Mittelatlantikstaaten. |
| 1813 | 16. September               | Nordostflorida oder Südostgeorgia              | 50            | starke Sturmflut |
| 1814 | 1. Juli                     | South Carolina                                 |               | Minimaler Hurrikan, verursachte einen Tornado. |
| 1814 | 22. und 23. Juli            | Puerto Rico                                    |               | |
| 1815 | 3. September                | North Carolina                                 | mindestens 4  | Cape Lookout von einem schweren Hurrikan getroffen. Dieser zog nordostwärts durch den Bundesstaat und erreichte nahe der Grenze zu Maryland erneut den Atlantischen Ozean. Über Land schwächte er zu einem tropischen Sturm ab, brachte aber immer noch stürmische Winde nach Neuengland. |
| 1815 | 23. September               | New York, Neuengland                           | mindestens 20 | An der Küste von Virginia wurde drei Wochen später ein anderer nordwärts ziehender Hurrikan entdeckt, der nordwärts zog. Er traf am 23. September Long Island und verursachte überall in Neuengland Schaden und Zerstörung. Mindestens 20 Todesfälle sind dokumentiert, doch „war der Verlust der Leben so groß, dass die Zeitungen nicht genug Platz hatten, um alle Details des maritimen Desasters mitteilen zu können“. |
| 1815 | 28. September               | South Carolina                                 |               | Vor der Küste von South Carolina wird ein tropischer Sturm entdeckt, der aber nicht über Land zog. |
| 1815 | 17.–19. Oktober             | Jamaika                                        | 100           | Ein Hurrikan trieb über die Insel und tötete 100 Personen. |
| 1815 | 18./24. Oktober             | Saint-Barthélemy, Mittelatlantikstaaten        |               | Ein leichter Hurrikan traf Saint-Barthélemy und drehte dann nordwestwärts. Am 24. Oktober zog er die Chesapeake Bay hinauf und verzögerte die Ankunft von Schiffen. |
| 1816 | 5.–8. Juni                  | Florida                                        |               | Ein Hurrikan streifte die Florida Keys und verursachte den Verlust von fünf Schiffen. Interessanterweise scheint der Hurrikan von einem unüblichen Juni-Schneesturm im Nordosten nordwärts in Richtung Neuengland gezogen worden zu sein. |
| 1816 | 18. August                  | Haiti                                          |               | Port-au-Prince wurde von einem Hurrikan getroffen. |
| 1816 | 3.–11. September            | Martinique, östliches Kuba, und South Carolina |               | Hurrikan |
| 1816 | 18. September               | Virginia, New York                             |               | Ein tropischer Sturm wirkte sich zunächst auf Virginia aus und zog dann nordostwärts nach New York. Der Sturm löste starkes Hochwasser im Einzugsgebiet des James River aus. |
| 1816 | 15./18. September           | Antillenbogen                                  |               | Es gibt Aufzeichnungen eines Hurrikans, der am 15. September zunächst Dominica und Barbados überquerte, bevor er am 18. September Puerto Rico verwüstete. Der Wirbelsturm kurvte um den 25. September zwischen der Ostküste der USA und Bermuda hindurch hinaus auf den offenen Atlantischen Ozean. |
| 1816 | 16.–17. Oktober             | Dominica und Martinique                        |               | Während eines starken Sturms erschütterte die Region ein Erdbeben. |
| 1817 | 1. August                   | Karibik, Golf von Mexiko, Ostküste             |               | Ein Hurrikan wurde am 1. August in der Nähe von Tobago zuerst gesichtet. Er zog dann durch das Karibische Meer und am 6. August in den Golf von Mexiko. Er überquerte Florida, und als er den Westatlantik erreichte, zog er parallel zu den Küsten von Georgia und South Carolina. Er gelangte in südlichen North Carolina über Land und brachte schwere Regenfälle in das Gebiet um Norfolk, Virginia. Dort verzögerte der Sturm den Postverkehr und verursachte überall in den Mittelatlantikstaaten Überflutungen, während er bis zum 9. August in Richtung Pennsylvania zog. Die Zugbahn des Hurrikans erscheint ziemlich ähnlich derjenigen von Hurrikan Charley im August 2004. |
| 1817 | 21. Oktober                 | Kleine Antillen                                | 250           | Ein Hurrikan traf am 21. Oktober Barbados. Nachdem der Sturm auf den Antillen 250 Opfer gefordert hatte, erreichte er am 26. Oktober Nicaragua. |
| 1818 | 26. August bis 5. September | Atlantischer Ozean                             |               | Ein Hurrikan zog östlich an Bermuda sowie südlich und östlich an den Azoren vorbei. |
| 1818 | 12. September               | Texas                                          |               | Ein Hurrikan passierte Anfang September die Kaimaninseln. Er überquerte Yucatán und drehte nordwärts ab, als er die Bahía de Campeche erreichte. Der Hurrikan intensivierte sich zu einem Hurrikan der Kategorie 2 oder 3, bevor am 12. September auf Galveston, Texas traf. Der Hurrikan war „ziemlich heftig“ und zerstörte auf Galveston Island mit Ausnahme von sechs Häusern alles. |
| 1818 | 22./26.–28. September       | Puerto Rico, Bermuda                           | mindestens 1  | Ein tropischer Wirbelsturm wirkte sich am 22. September auf Puerto Rico aus. Er kurvte dann möglicherweise scharf an der Ostküste vorbei, da die Fregatte Macedonian am 26. und 27. September ost-nordöstlich von Bermuda auf einen Hurrikan traf. Die Brise frischte sich diesen Nachmittag auf, als das Schiff bei 35,6° N und 55,7° W war. Bei Sonnenuntergang erhöhten sich die Wellen auf neun Fuß (2,7 m) und am 27. nach Mitternacht drehte der Wind auf Südost. Der Wind verstärkte sich und die Wellen erreichten eine Höhe von 18 Fuß (5,5 m). Um 17 Uhr ging ein Mann über Bord und ertrank. Der Hurrikan erreichte um 22 Uhr seine volle Heftigkeit, zerriss die Sturmstandseile und machte das Tauwerk überflüssig. Der Hauptmast brach am 28. September um zwei Uhr unter der Belastung zusammen und der Kreuzmast folgte ihm zwei Stunden später. Meerwasser drang von allen Seiten in das Schiff ein, als sich der hölzerne Schiffsrumpf unter der Kraft von 40 Fuß (12 m) hohen Wellen bog. Am Mittag hatte das Schiff schließlich den Sturm überstanden, ohne zu kentern und die Besatzung bekam am Abend des 29. September schließlich einen Sonnenuntergang zu sehen. |
| 1818 | 12.–14. Oktober             | Jamaika, Bahamas                               |               | Ein Hurrikan traf Jamaika und die mittleren Inseln der Bahamas. |
| 1818 | 6.–13. November             | Jamaika, Kuba                                  |               | Ein Hurrikan zog durch das südwestliche Karibische Meer und traf Jamaika und Kuba. |
| 1818 | 18.–20. November            | Jamaika                                        |               | Ein anderer Hurrikan traf auf Jamaika. |
| 1819 | bis zum 27. Juli            | Kuba?, Mississippi-Territorium                 | 43–175        | Die genaue Herkunft des als Bay St. Louis Hurricane bekanntgewordenen tropischen Wirbelsturms ist unbekannt, aber er bildete sich wahrscheinlich vor der Küste Kubas, bevor er west-nordwestwärts zum Golf von Mexiko und in Richtung US-Golfküste zog. Er war ein von den Ausmaßen kleiner Hurrikan, doch erreichte er eine geschätzte Intensität der Kategorie 3 oder 4 der heutigen Saffir-Simpson-Hurrikan-Windskala, bevor er am 27. Juli im Südosten Louisianas an Land kam. Der starke Wind des Hurrikans erzeugte eine Sturmflut mit fünf bis sechs Fuß (rund 1,5–1,8 m) über dem normalen mittleren Meeresspiegel. Der Hurrikan zog nordostwärts weiter, gelangte vor seinem zweiten Landfall bei Bay St. Louis im heutigen Mississippi erneut über Wasser, und löste sich dann im Landesinneren auf. Der Hurrikan gilt als einer der zerstörendsten Hurrikane, die in der ersten Hälfte auf die Küsten der Vereinigten Staaten getroffen sind. Schwere Schäden verursachte der Bay St. Louis Hurricane in ganz Louisiana, Mississippi und Alabama. Er hinterließ die Überreste zerstörter Gebäude und entwurzelter Bäume. Zahlreich Schiffe wurden durch die Sturmflut auf das Ufer getrieben. Eines davon war das US-amerikanische Kriegsschiff Firebrand. Beim Kentern des Schiffes ertranken 39 Seeleute. Es gab auch Berichte, dass Menschen von Alligatoren, Alligatorschildkröten und Schlangen angegriffen wurden, was die Opferzahlen weiter erhöhte. Der Hurrikan verursachte über 100.000 US-Dollar (1819; in heutigen Preisen über 2.544.000 US-Dollar) an Sachschaden. Zwischen 43 und 175 Personen kamen um; einige der Opfer wurden später an die Golfküste angespült aufgefunden. |
| 1819 | September                   | Mississippi-Territorium                        |               | Der tropische Sturm traf zwischen New Orleans und Apalachicola auf die Küste. |
| 1819 | 13. bis 15. Oktober         | Inseln über dem Winde                          |               | |
| 1819 | 27./28. Oktober             | Kuba, Bahamas                                  |               | Es wurde ein Hurrikan aufgezeichnet, der am 27. Oktober auf Kuba stürmte und einen Tag später zu den Bahamas weiterzog. |